# KG Mobility
KG Mobility (kurz KGM, ehemals SsangYong Motor; koreanisch: ssangyong – Zwillingsdrache) ist der viertgrößte südkoreanische Automobilhersteller und wurde 1954 gegründet. Nach einer gescheiterten Übernahme durch ein Konsortium um Edison Motors Anfang 2022 wurde das Unternehmen vom KG Consortium, einem lokalen Stahl- und Chemiekonzern, übernommen und umbenannt.

## Unternehmensgeschichte

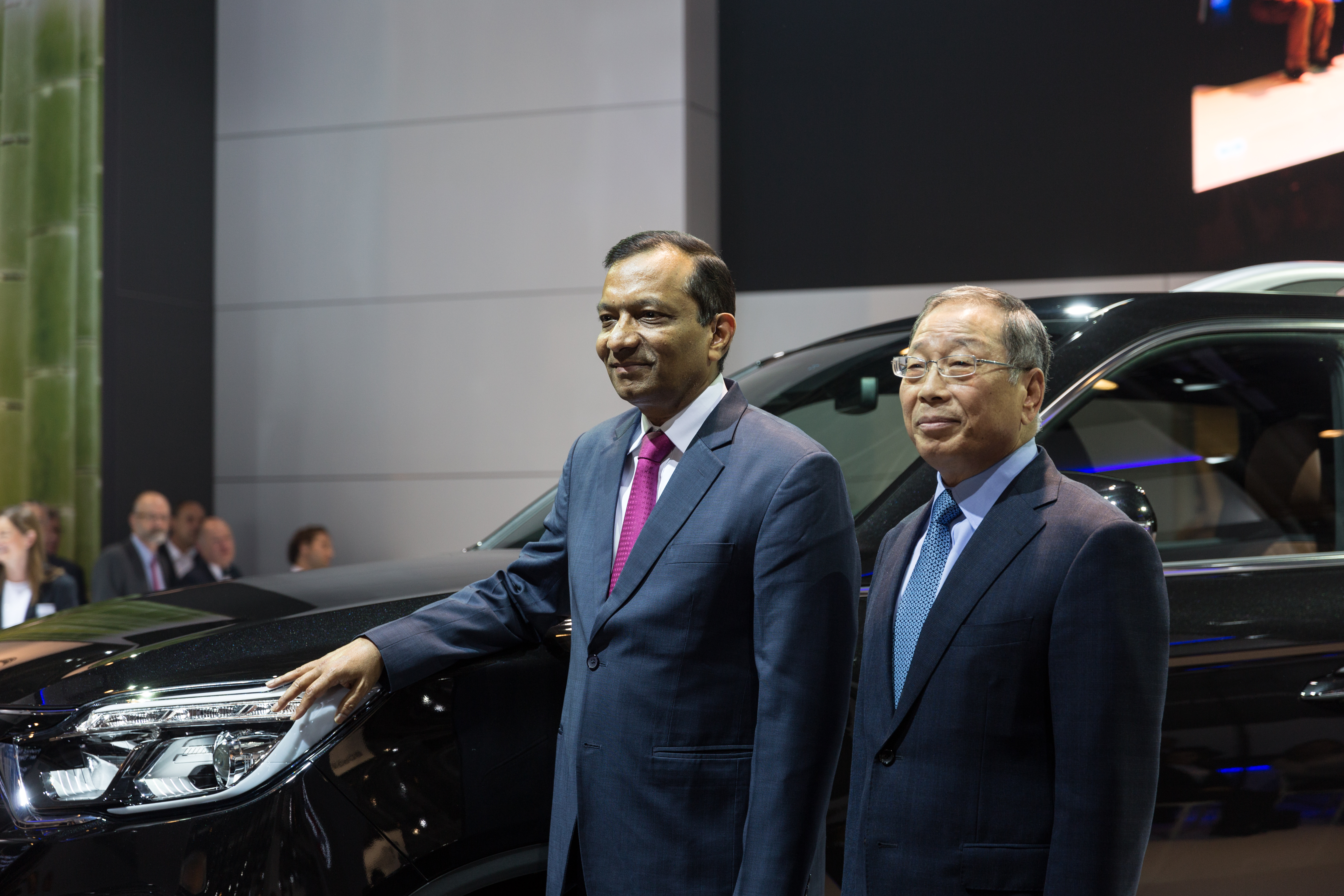
Aufsichtsratschef Pawan Goenka und Vorstandsvorsitzender Johng-Sik Choi auf der IAA 2017

Gegründet wurde die Firma im Januar 1954 als Ha Dong-hwan Motor Workshop, der Jeeps für die United States Army herstellte. 1963 verschmolz diese Firma mit der erst 1962 gegründeten Dongbang Motor Co., Ltd. zur Ha Dong-hwan Motor Co., Ltd. Mit dem Bus „H7H R-66“ startete 1966 das Exportgeschäft.
Eine Quelle gibt an, dass der Markenname von 1954 bis 1988 Dong-A lautete. Eine andere Quelle nennt als frühere Markennamen Ha Dong-hwan von 1954 bis 1977 sowie Dong-A von 1977 bis 1988.
Die Shinjin Motor Co. (nicht zu verwechseln mit Shinjin Motors) gründete im Jahr 1974 mit AMC das Joint Venture Shinjin Jeep Motors, das 1979 in Shinjin Motor Co. umbenannt und 1981 zu Geohwa Co. wurde. Dieses Unternehmen wurde 1985 mit Dong-A fusioniert.
Ab 1976 baute Ha Dong-hwan Spezialfahrzeuge. Das Unternehmen wurde 1977 in Dong-A Motor umbenannt. 1983 hat man den Modellnamen Korando von den Jeeps von Shinjin übernommen.
Im November 1986 stieg die SsangYong Group ins Unternehmen ein, übernahm den britischen Spezialfahrzeugehersteller Panther Westwinds und änderte den Firmennamen nochmals in SsangYong Motor.
1991 wurde eine Technologiepartnerschaft mit Daimler-Benz vereinbart, die sich über verschiedene Vereinbarungen erstreckte und Januar 1993 zu einer 5 %-Beteiligung führte. Es gab Vereinbarungen über die Entwicklung von Kleintransportern (Februar 1991), Ottomotoren (Oktober 1992), Personenwagen (Februar 1993) und Dieselmotoren (November 1993).
1997 kaufte Daewoo Motors schließlich die Anteilsmehrheit am Unternehmen, wodurch SsangYong-Fahrzeuge als baugleiche Modelle unter dem Markennamen Daewoo (Badge-Engineering) angeboten wurden. Schon im Jahr 2000 verkaufte Daewoo SsangYong, weil der Mischkonzern (korean. Jaebeol) selbst in finanzielle Probleme kam. Ende Oktober 2004 übernahm schließlich der chinesische Automobilhersteller SAIC (Shanghai Automotive Industry Corporation) 48,9 % der Anteile an der SsangYong Motors Company.
Am 9. Januar 2009 wurde beim Bezirksgericht Seoul Gläubigerschutz für SsangYong beantragt. Vier Tage später wurde die Produktion vorübergehend eingestellt, weil das Unternehmen aufgrund von Liquiditätsschwierigkeiten die Zulieferbetriebe nicht mehr bezahlen konnte. Am 5. Februar wurde die Produktion in den Werken Pyeongtaek und Changwon jedoch wieder aufgenommen.
Die indische Mahindra & Mahindra Limited gab am 23. August 2010 bekannt, ein Memorandum of Understanding zur Übernahme der Mehrheit der SsangYong Motor Company abgegeben zu haben. Im Februar 2011 wurde die Transaktion vollzogen.
Am 21. Dezember 2020 meldete Ssangyong Insolvenz an. Ende Oktober 2021 wurde bekannt, dass ein Konsortium unter der Führung von Edison Motors neuer Eigentümer werden könnte. Die zunächst im Januar 2022 scheinbar vollzogene Übernahme platzte Ende März 2022 erneut, nachdem das Konsortium um Edison Motors den vereinbarten Zahlungen innerhalb des Sanierungsplans nicht fristgerecht nachkam. Seitdem befand sich Ssangyong erneut auf der Suche nach neuen Investoren. Dem vom Gericht eingesetzten Verwalter zufolge konnte das Unternehmen nunmehr eine bessere Verhandlungsposition einnehmen, da es mit den neuen, stark nachgefragten Modellen J100 und Korando e-Motion Erfolge zu verzeichnen hatte. Im Juli 2022 bestätigte das Unternehmen das KG Consortium als bevorzugten Partner. Das zuständige Gericht in Seoul soll den finalen Verhandlungen zugestimmt haben. Das KG Consortium setzt sich aus Konzerntöchtern wie KG Mobility, KG ETS, KG Steel, KG Inicis, KG Mobilians sowie weiteren Beteiligungsgesellschaften zusammen. Bereits am 18. Mai 2022 wurde ein bedingter Investitionsvertrag mit der Gruppe unterzeichnet. Ssangyong erstellte bis Ende Juni einen Sanierungsplan auf Grundlage dieser Investitionsvereinbarung. Eine Gläubiger- und Aktionärsversammlung sowie das zuständige Insolvenzgericht billigten den Plan, wie im August 2022 bekannt wurde. Damit stimmte das Gericht faktisch auch der geplanten Übernahme zu. Bis Ende des Jahres sollte so eine Aufhebung der gerichtlichen Zwangsverwaltung erreicht werden. Der Schuldenbeteiligungstausch sah vor, 237 Milliarden Won (177,6 Millionen Euro) an Kreditgeber, Zulieferfirmen und den ehemaligen Eigner Mahindra & Mahindra Limited zurückzuzahlen. Außerdem wurde eine Aktienzusammenlegung vorgenommen. Dadurch sank zwar die Anzahl der Aktien, doch erhöhte sich entsprechend der Wert der Papiere. Im November 2022 gab Ssangyong bekannt, das Insolvenzverfahren durch die finale Rückzahlung eines Überbrückungskredits erfolgreich beendet zu haben. Ende Dezember 2022 kündigte Kwak Jea-sun, CEO der KG Group, an, den Namen Ssangyong Motor durch KG Mobility zu ersetzen.
Am 22. März 2023 wurde die Namensänderung zu KG Mobility vollzogen. Die KG Group plante außerdem auch die Übernahme von Edison Motors, dem zuvor gescheiterten, erstplatzierten Übernahmebewerber. Ende November 2023 wurde bekannt, dass das koreanische Patentamt (Korean Intellectual Property Office (KIPO)) den Antrag zum Markennameneintrag zurückwies, da er bereits in rund 30 Ländern durch Cihan Turan registriert sei. Dieses Unternehmen ist als sogenannter Trademark Troll bekannt. Darunter versteht man die Registrierung von Markennamen ohne die Absicht, diese tatsächlich zu nutzen, sondern nur um die Rechte zu verwerten und entsprechende Zahlungen einzufordern. KG Mobility hat Berufung gegen diese Entscheidung eingelegt und verwendet bis auf Weiteres je nach Land den Namen KGM bzw. weiterhin Ssangyong in Märkten außerhalb Südkoreas.

## Modelle
| Bauzeit                                                                                  | Baureihe                                                          | Anmerkung                                      | Bild |
| ---------------------------------------------------------------------------------------- | ----------------------------------------------------------------- | ---------------------------------------------- | ---- |
| Sports Utility Vehicle/Geländewagen Siehe auch : Sports Utility Vehicle und Geländewagen |                                                                   |                                                |      |
| 2006–2018                                                                                | SsangYong Actyon SsangYong Korando SsangYong Korando CT           | ersetzt den Korando                            |      |
| 2006–2018                                                                                | SsangYong Actyon Sports SsangYong Korando Sports SsangYong Tradie | ersetzt den Musso Sports                       |      |
| 1997–2006 seit 2010                                                                      | SsangYong Korando KGM Korando                                     |                                                |      |
| 2005–2014                                                                                | SsangYong Kyron                                                   | ersetzt den Musso                              |      |
| 1993–2005                                                                                | SsangYong Musso SsangYong Musso Libero                            |                                                |      |
|                                                                                          | SsangYong Musso Sports                                            |                                                |      |
| seit 2001                                                                                | KGM Rexton                                                        |                                                |      |
| seit 2015                                                                                | KGM Tivoli                                                        |                                                |      |
| seit 2016                                                                                | KGM Tivoli Grand                                                  |                                                |      |
| seit 2022                                                                                | KGM Torres                                                        |                                                |      |
| seit 2024                                                                                | KGM Actyon                                                        |                                                |      |
| seit 2025                                                                                | KGM Musso                                                         |                                                |      |
| Van Siehe auch : Van (Automobil)                                                         |                                                                   |                                                |      |
| 2003–2019                                                                                | SsangYong Rodius SsangYong Stavic                                 |                                                |      |
|                                                                                          | SsangYong Istana                                                  | Basiert auf dem Mercedes-Benz MB 100           |      |
| Oberklasse Siehe auch : Oberklasse                                                       |                                                                   |                                                |      |
| 1997–2017                                                                                | SsangYong Chairman                                                | Basiert auf dem Mercedes-Benz W 210 (E-Klasse) |      |
|                                                                                          |                                                                   |                                                |      |

### Busse
- Transstar

### LKW
- SY 691

## Konzeptfahrzeuge

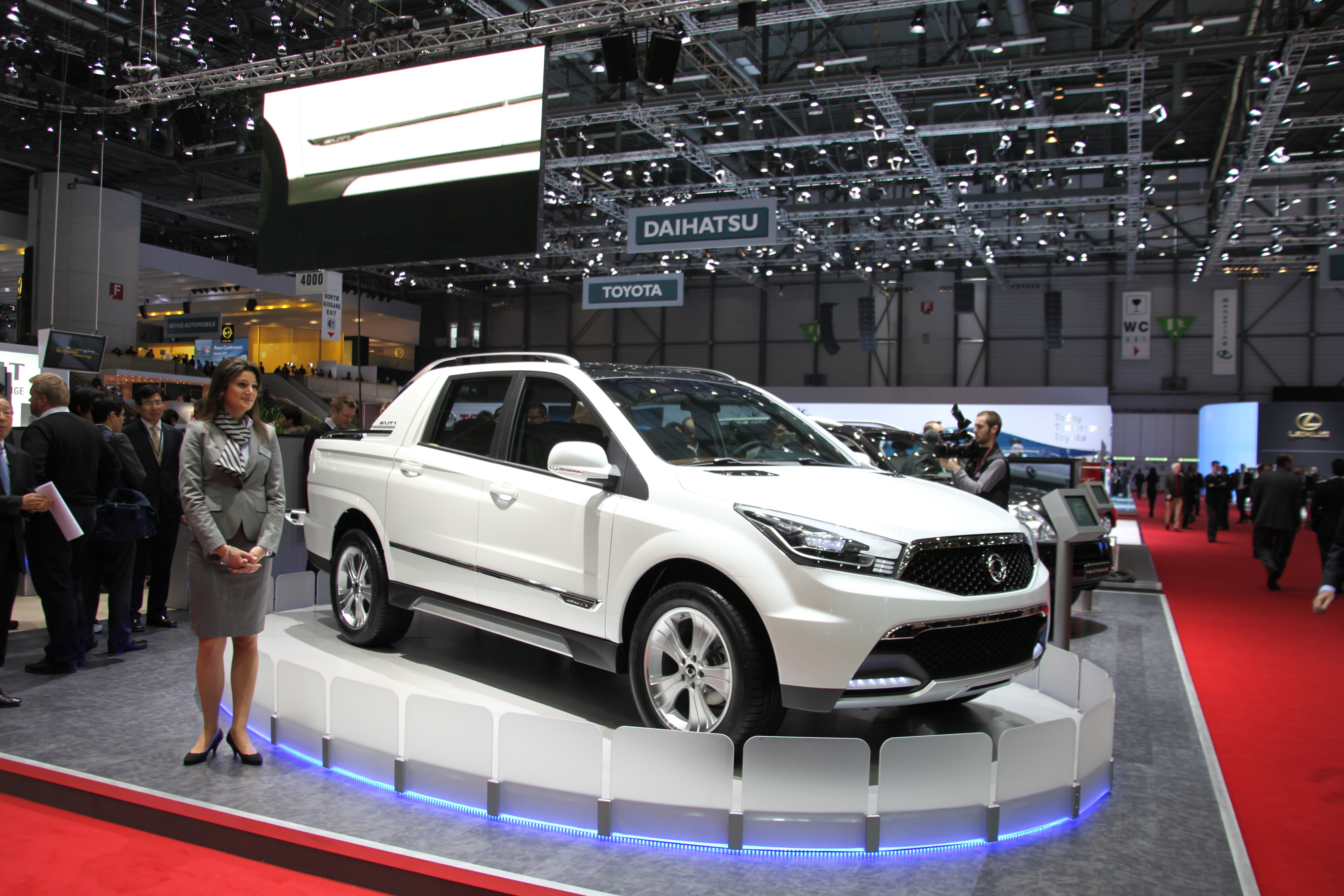
SsangYong SUT 1 (Genfer Auto-Salon 2011)

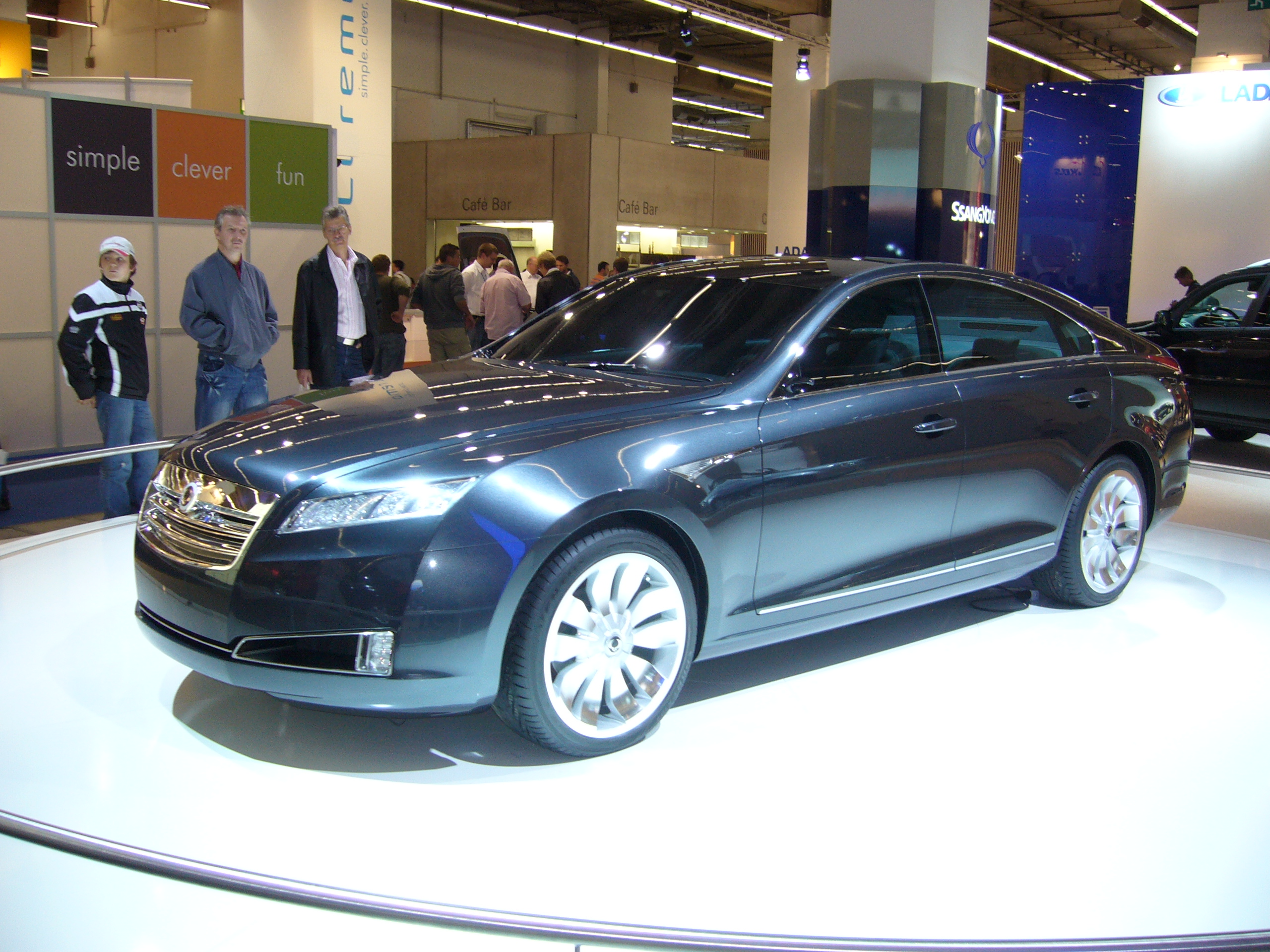
SsangYong Wz (IAA 2007)
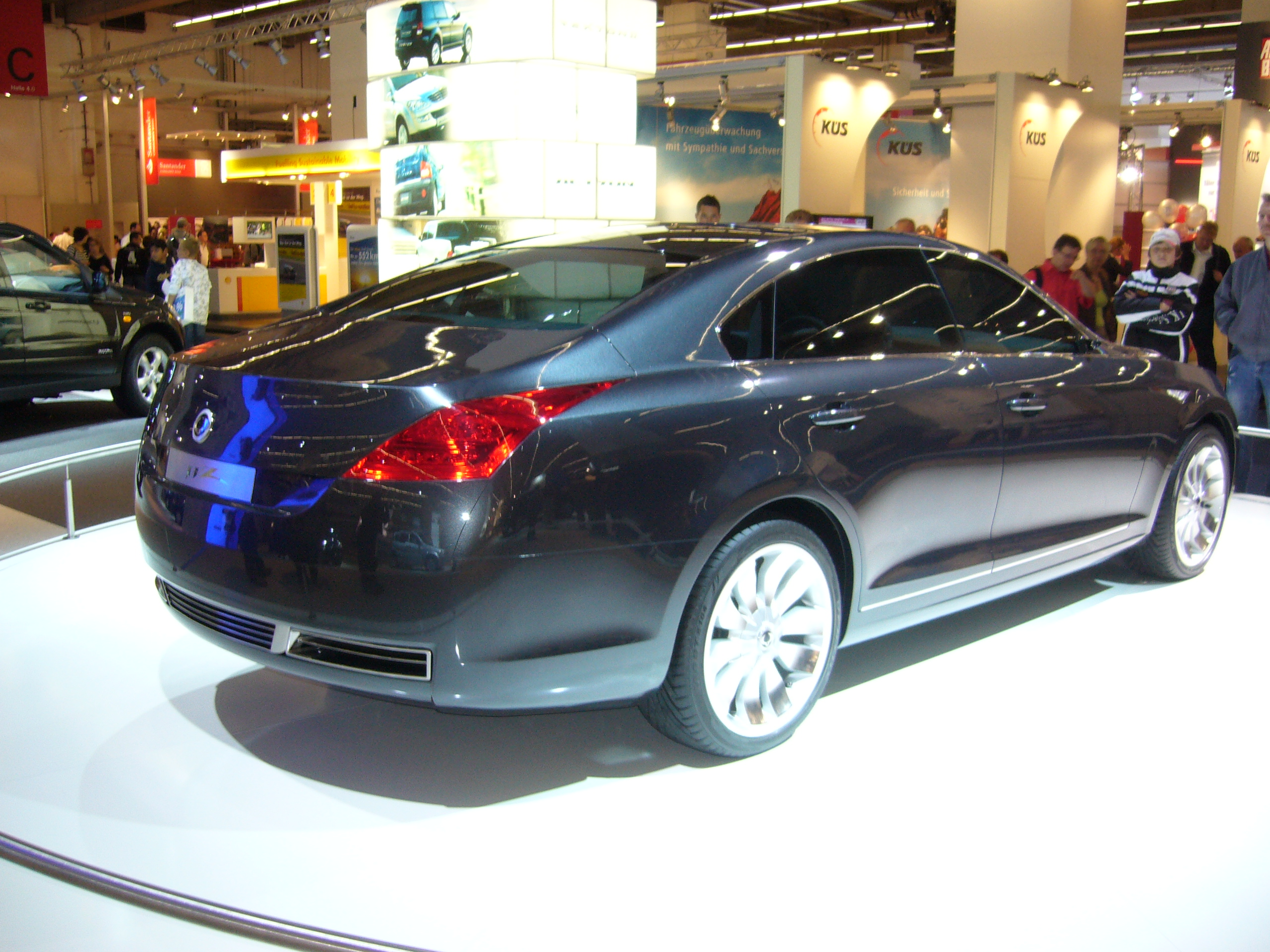
SsangYong Wz (IAA 2007)